# Anisodes nebulosata
Anisodes nebulosata là một loài bướm đêm trong họ Geometridae.